# John Phillips (Footballspieler)
John Matthew Phillips (* 11. Juni 1987 in Low Moor, Virginia) ist ein ehemaliger US-amerikanischer American-Football-Spieler auf der Position des Tight Ends. Er war zuletzt bei den Kansas City Chiefs in der National Football League (NFL) unter Vertrag. Davor spielte er für die Dallas Cowboys, die San Diego Chargers, die Denver Broncos, die New Orleans Saints und die Arizona Cardinals.

## College
Phillips besuchte die University of Virginia und lief zwischen 2008 und 2011 für deren Mannschaft, die Cavaliers, auf. Er konnte 670 Yards erlaufen und 5 Touchdowns erzielen.

## NFL

### Dallas Cowboys
Er wurde beim NFL Draft 2009 in der 6. Runde als insgesamt 208. Spieler von den Dallas Cowboys ausgewählt. In seiner Rookie-Saison kam er in 16 Partien zum Einsatz, vier Mal davon als Starter, wobei zumeist seine Fähigkeiten als Blocker, weniger die als Receiver gefragt waren. 2010 fiel er die gesamte Spielzeit wegen einer Kreuzbandverletzung aus. Die beiden folgenden Saisons kam er wieder als Tight End und auch als H-Back zum Einsatz.

### San Diego Chargers
Zwischen 2013 und 2015 spielte Phillips für die San Diego Chargers, wo er zusammen mit Antonio Gates und Ladarius Green das Tight End-Korps bildete. Auch hier wurde er zumeist als Blocker eingesetzt.

### Denver Broncos
Im Sommer 2016 wurde er von den Denver Broncos verpflichtet, konnte aber verletzungsbedingt nicht die ganze Vorbereitung mitmachen. Nach 8 Spielen wurde er wieder entlassen, kurz nachdem die Broncos A. J. Derby unter Vertrag genommen hatten, um im Kader Platz für einen Verteidiger zu machen.

### New Orleans Saints
Seit Anfang November 2016 spielt er für die New Orleans Saints. Knapp vor Beginn der Regular Season 2017 wurde Phillips zunächst auf die Injured Reserve List gesetzt und wenige Tage später entlassen. Am 19. Dezember wurde er jedoch wieder unter Vertrag genommen, nach nur zehn Tagen war sein Engagement aber schon wieder zu Ende.
Am 3. Januar 2018, nachdem mit Garrett Griffin ein weiterer Tight End verletzungsbedingt ausfiel, wurde er ein drittes Mal verpflichtet.
2018 schaffte er es nicht mehr in den Kader und wurde kurz vor Beginn der Regular Season entlassen.

### Arizona Cardinals
Um das Blockpotential unter der Regie ihres neuen Offensiv-Koordinators zu stärken, entschieden sich die Arizona Cardinals für John Phillips und statteten ihn am 30. Oktober 2018 mit einem neuen Vertrag aus. Im Mai 2019 wurde er entlassen.

### Kansas City Chiefs
Ende Mai 2019 nahmen ihn die Kansas City Chiefs unter Vertrag; nach nur acht Tagen wurde er allerdings wieder entlassen.